# جغرافيا الأردن
| \| \|                           | |
| القارة                          | آسيا |
| المنطقة                         | جنوب غرب آسيا |
| إحداثيات جغرافية                | |
| المساحة                         | المجموع: 89.213 كيلو متر² (34.445 ميل²) مساحة اليابسة: 88.884 كم² (34.318 ميل²) مساحة المناطق المائية: 329 كم (127 ميل²) |
| الترتيب                         | (112) |
| الشريط الساحلي                  | 26 كم على خليج العقبة |
| المياه الاقليمية                | ثلاثة أميال بحرية |
| الحدود الأرضية                  | 1619 كم |
| الدول المجاورة وطول الحدود معها | سوريا 375 كم العراق 181 كم السعودية 782 كم الضفة الغربية 97 كم فلسطين المحتلة 238 كم                                     |
| أعلى نقطة                       | جبل أم الدامي 1854 متر                                                                                                   |
| أدنى نقطة                       | البحر الميت -408 متر تحت مستوى سطح البحر.                                                                                |
| فرق التوقيت                     | (التوقيت الشتوي) +2 بتوقيت غرينتش، (التوقيت الصيفي) +3 بتوقيت غرينتش. أو سبع ساعات عن توقيت الولايات المتحدة الشرقي.     |
|                                 | |

تقع الأردن في جنوب غرب آسيا، شمال غرب المملكة العربية السعودية وجنوب سوريا، بين خطي طول 59ْ إلى 31ْ شرقاً وبين دائرتي عرض 52. 34ْ إلى 15. 39ْ شمالاً. كانت الأراضي الأردنية تغطي نحو 91,880 كيلومترا مربعا حتى عام 1988، (حاليا تقدر بـ 89.287 كم2) بعد فك الارتباط أجبر الملك حسين على التخلي عن المطالبة بالضفة الغربية التي كانت تعتبر جزءاً من المملكة الأردنية الهاشمية رغم اعتراف رسمي من طرف كلا من المملكة المتحدة وباكستان. في ذلك الوقت كانت الضفة الغربية—التي تضم حوالي 5880 كيلومترا مربعا—تحت الاحتلال الإسرائيلي منذ حرب يونيو 1967 التي حدثت بين كلا من فلسطين ودول مصر والأردن وسوريا.
لا يمتلك الأردن سواحل أو منفذ بحري سوى في مدينة العقبة الواقعة في أقصى جنوب المملكة، حيث يمتد ساحل العقبة على مسافة 26 كيلومتر على خليج العقبة المتصل في البحر الأحمر.

## الحدود

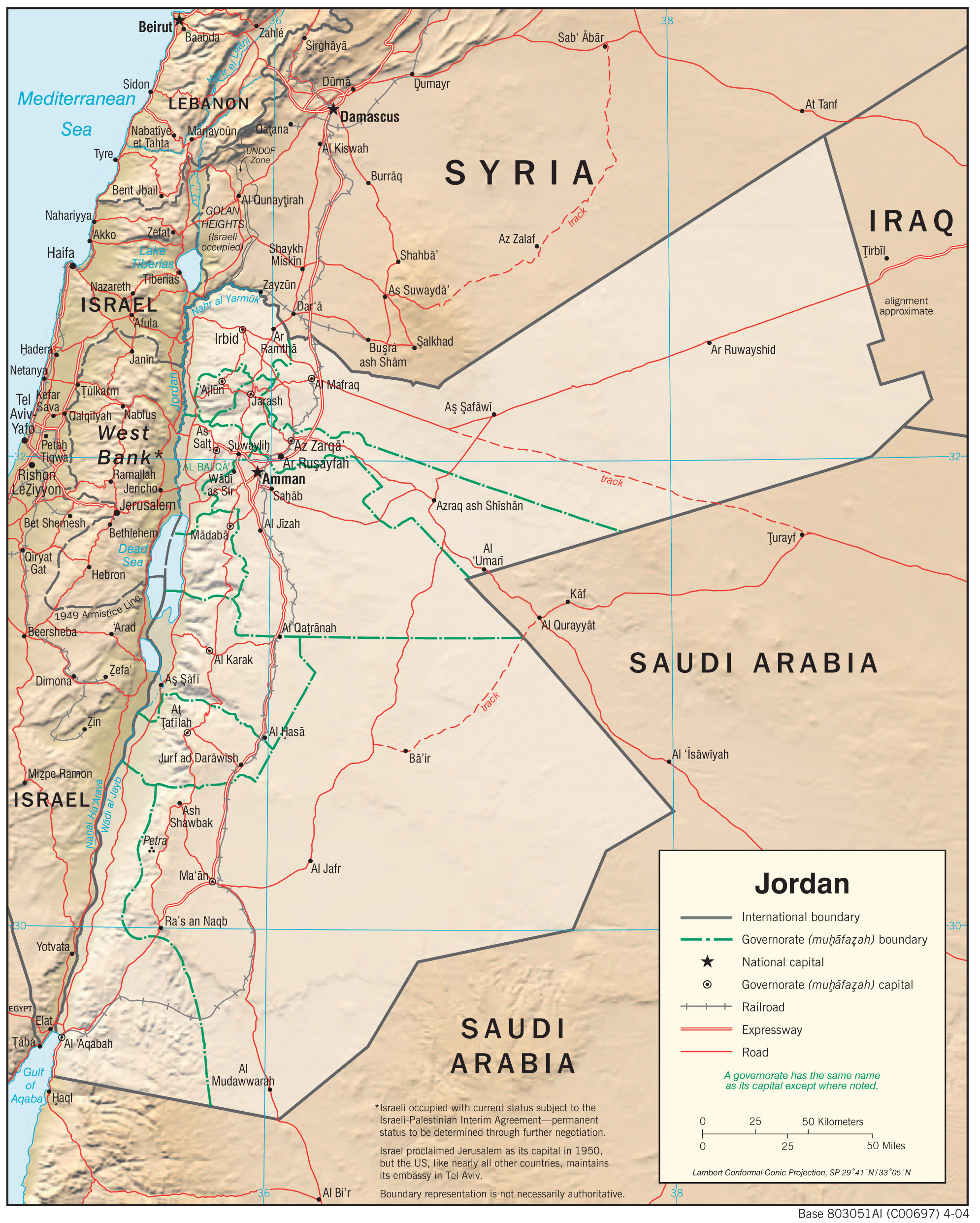
Jordan Physiography

باستثناء أجزاء صغيرة من الحدود مع فلسطين وسوريا، لا تتسم الحدود الدولية الأردنية بخواص طبيعية واضحة المعالم ومحددة التضاريس. تم ترسيم حدود البلاد من خلال اتفاقات دولية مختلفة، وباستثناء الحدود مع إسرائيل، لم يكن هناك أي نزاعات حدودية حتى أوائل عام 1989.
حدود الأردن مع سوريا، والعراق، والمملكة العربية السعودية لا تملك أهمية خاصة مثل تلك الحدود التي مع فلسطين؛ لأن تلك الحدود لم تعرقل تحركات العشائر البدوية، حتى أن الحدود لم تفصل بعض الجماعات عن مناطق الرعي التقليدية والمحددة من خلال سلسلة من الاتفاقيات بين المملكة المتحدة بصفتها حكومة الانتداب على شرقي الأردن والحكومة التي باتت تعرف فيما بعد بالمملكة العربية السعودية) وكان يعرف هذا الاتفاق باتفاقية حداء المبرم في عام 1925. في عام 1965 أبرم الأردن والمملكة العربية السعودية اتفاق ثنائي ينص على إعادة ترسيم الحدود. وأدى الاتفاق إلى عملية تبادل للأراضي سمحت للأردن بمد شريطه الساحلي على خليج العقبة بنحو 18 كم ليصل إلى 26 كم، ومكن الأردن من توسيع ميناءه الواقع في مدينة العقبة، بالإضافة إلى حماية حقوق الرعي والري للقبائل البدوية بين الأراضي المشتركة بين البلدين.

## التضاريس

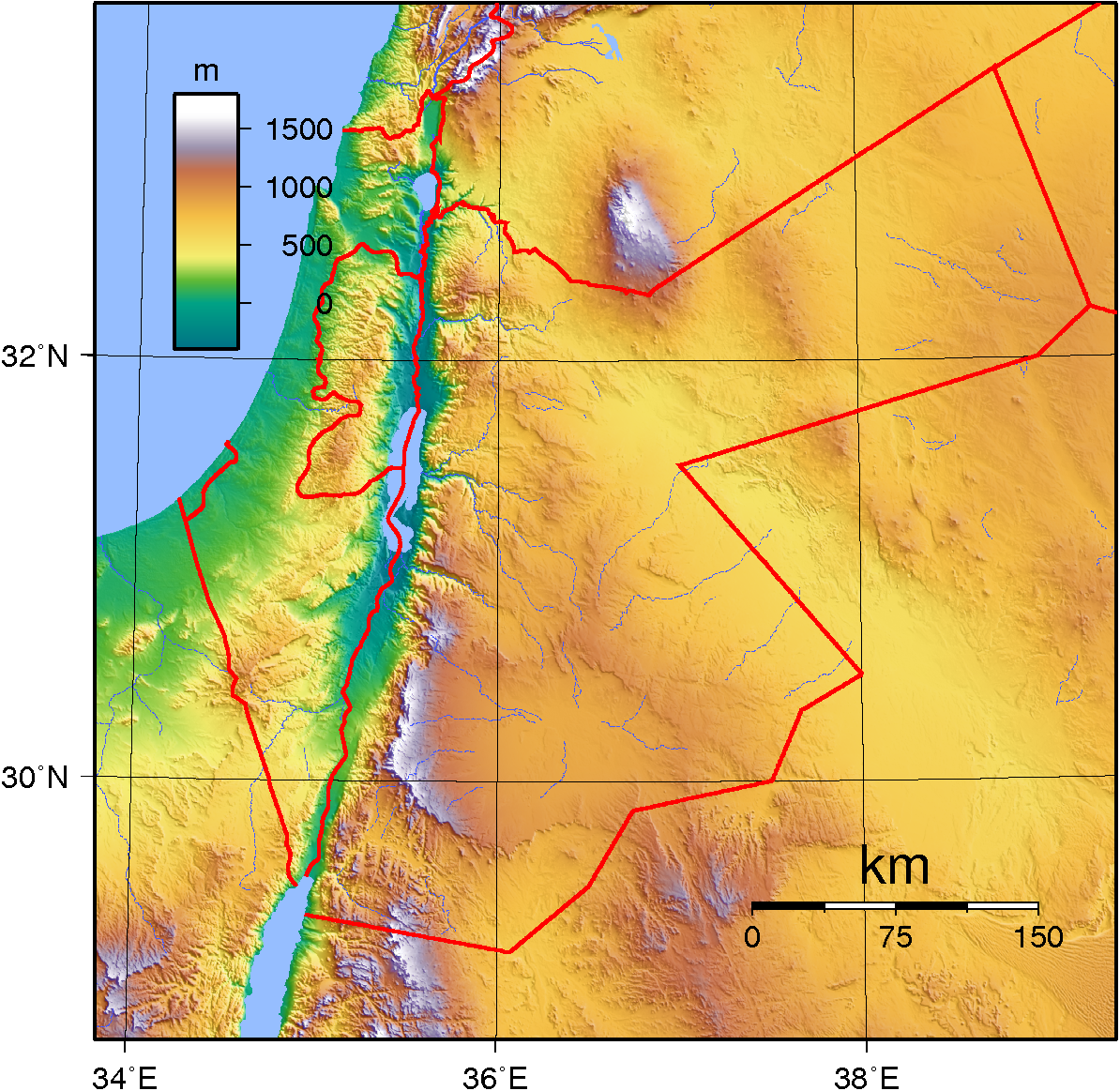
تضاريس الأردن وفلسطين

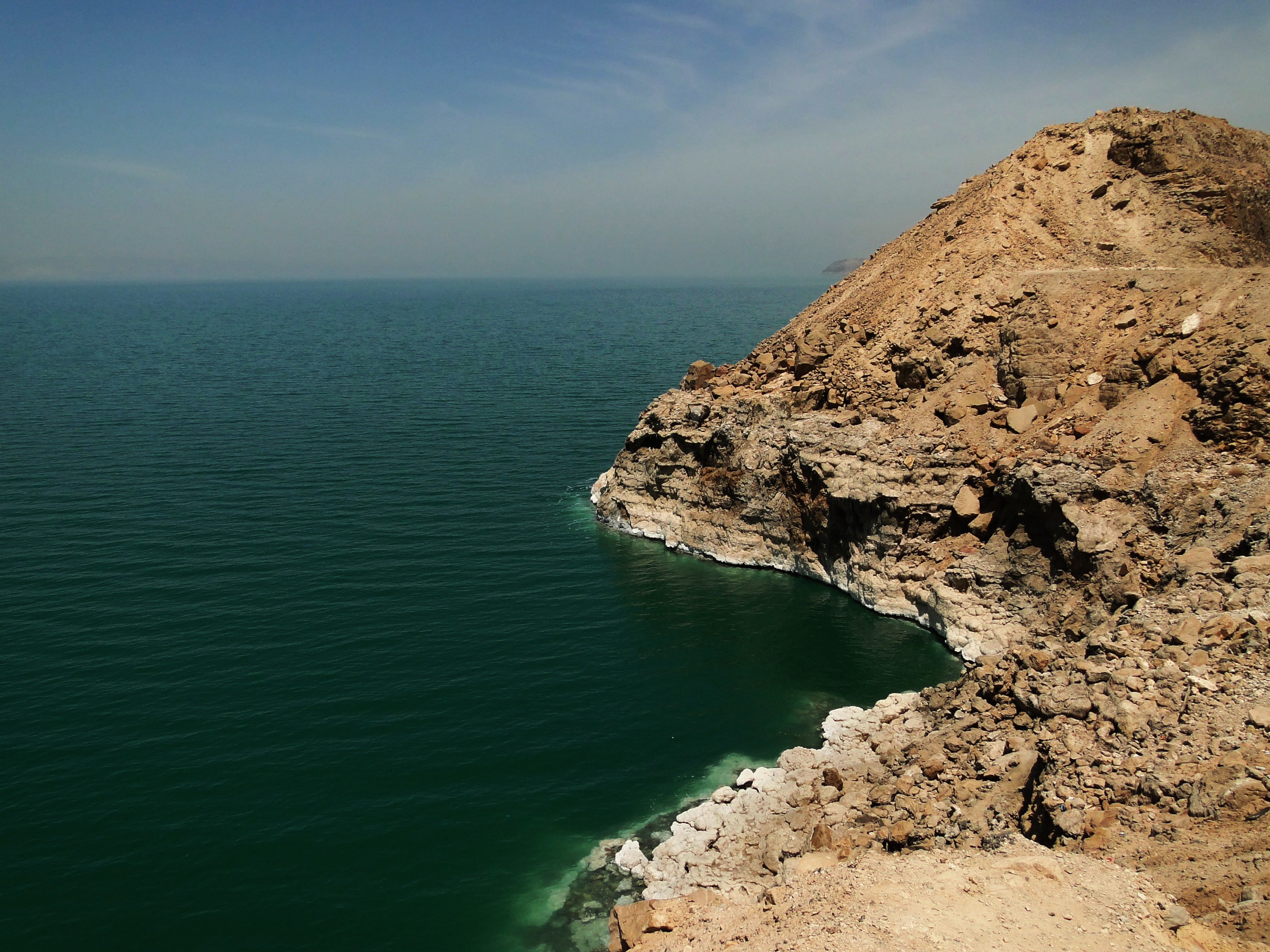
البحر الميت هو أخفض نقطة على الأرض، وأكثر ملوحة بحوالي تسع مرات من البحار الأخرى، بالإضافة إلى أنه البحر الوحيد الذي لايعيش فيه مخلوقات ابدا

يتكوَّن معظم سطح الأردن، بشَكلٍ عام، من نجدٍ صحراوي، في الشرق، وأراضٍ مرتفعة، في الغرب، ويفصل أخدود وادي الأردن بين الضفتين الشرقية والغربية لنهر الأردن، ويتألف سطح الأردن، من أربعة أقاليم، هي: المُنخفَض الأُخدوديّ لوادي الأُردن (أخدود وادي الأردن)، والمُرتفَعات الجبليّة، وهضبة البادية الصحراويّة، ومنخفض الأزرق – وادي سرحان. 
 منطقة وادي الأردن يمتَدّ هذا المنخفض بأراضي الأردن مسافة 370 كم، من مصَب نهر اليرموك، حتى خليج العقبة. ويَجري نهر الأردن، في جزء من هذا المنخفض، ليصُب في البحر الميت. ويتفاوَت اتّساع المنخفض، على جانِبَي نهر الأردن، ما بين خمسة كيلومترات، شماليّ العقبة، و35 كم، على دائرة عَرض أريحا. ويتراوَح في مستوى قاعه، ما بين منسوب 800 متراً، دون مستوى سطح البحر أعمق نقطة، لقاع البحر الميت، إلى منسوب 240 متراً، فوق مستوى سطح البحر، في اواسط وادي عربة. ويُعرَف السَّهل الفيضي لنهر الأردن، بأم الزَّوْر، ويفصِل ما بين مستوى الزَّور، والغور حافة من الأراضي الرديئة، تُعرَف باسم الكَتار، أمّا أراضي الغور، فإنها تمتد، من الشمال، إلى الجنوب، مَحصورةٌ بين الحوافّ الجبَليّة لوادي الأردن، والكَتار. وتجري مجموعةٌ من الأوديَة الجانبيّة، التي ترفُد نهر الأردن، عبْر أراضي وادي الأردن، قادِمةً من المُرتفعات الجبَليّة، ومكوِّنةً دالاتٍ مروَحيّة، تتفاوَت، في مساحتها، وأهمّيّتها. ويشتمل وادي الأردن، على أكبر المساحات المَرويّة، في الأردن.

 المرتفعات الجبلية تتكوَّن من هضبةٍ، تتخلّلها السلاسِل، والقِمَم، والقِباب الجبلية وتمتد، ما بين نهر اليرموك، شمالاً، والحدود الأردنية السعودية، جنوباً. يبلغ متوسِّط ارتفاع هذه الهضبة الجبلية، حوالي 1200 مترٍ، فوق مستوى سطح البحر، وتنحدِر تدريجيا. نَحو الشرق، لتتَّصِل بالهضبة الصحراوية في حين أن الجزء الأعظم منها، ينحدِر بشدة، نحو وادي الأردن، في الغرب.
تشتمِل المُرتفعات الجبليّة، على وحداتٍ إقليميّة، من الشمال، إلى الجنوب، هي: مناطِق عجلون، البلقاء، الكرك، ومعان، على التوالي. أما منطقة عجلون، فيبلغ متوسِّط ارتفاعها 850 متراً، فوق مستوى سطح البحر، ويتَّخِذ جزؤها الجنوبي، شَكل القِباب، مُتمثِّلاً في قبّة عجلون، والبلقاء، والكرك، ومعان، على التوالي، بينما يُشكِّل جزؤها الشمالي، سهول إربد. وأمّا منطقة البلقاء فيبلغ متوسِّط ارتفاعها 925 متراً، فوق مستوى سطح البحر، وتبرُز قبّة السلط في الجزء الشمالي منها، بينما تمتَد سهول مباديا المتموِّجة، في الجزء الجنوبي منها.
أمّا منطقة الكرك، فيبلغ متوسِّط ارتفاعها، عن مستوى سطح البحر، 1150 متراً، وهي في جزئها الجنوبيّ، أكثر ارتفاعاً، منها في الجزء الشمالي، وينبسِط سطح الأرض، في الأجزاء الوُسطى منها، حيث تقوم القُرى والمدُن، المحيطة بالأراضي الزراعيّة. وأما منطقة معان، فيبلغ متوسِّط ارتفاعها عن مستوى سطح البحر، حوالي 1300 مترٍ، وتنحدِر مرتفعات الشراة فيها، بشِدّةٍ، نحو وادي عربة، في الغرب. وأشهر قمم جبال الشراة، جبل مبرك، 1734 متراً، وجبل هارون، 1336 متراً، في الجنوب الغربي، من البتراء. وتوجد قمّة جبل رام، 1754 متراً، في هضبة حسمي، بمنطقة معان، وهي أعلى قمّة جبليّة في الأردن.

 منطقة البادية وتعرف أيضا بـ الصحراء الشرقية، أو هضبة البادية الصحراوية، وهي الامتداد الشرقي، لهضبة المرتفعات الجبلية، في الأردن، والامتداد الشمالي للهضبة، في المملكة العربية السعودية، وهي الجزء الجنوبي، من هضبة بادية الشام. والهضبة بصفةٍ عامّة، ذات أرضٍ متموِّجة، ومع ذلك، فإنها لا تَخلو، من وجود بعض السّلاسِل الجبَليّة، في الأجزاء الجنوبيّة الغربيّة، وبخاصّة جنوبي معان، كما توجد بها بعض المنخفَضات، والقيعان، والأودية الطّوليّة، مثل منخفَض الجَفر، وقاع الدّيسي، ووادي السرحان. وتحتَلّ صحراء الحماد، مساحاتٍ واسِعة من الهضبة، بينما تنتشِر الأراضي الرّمليّة، في هضبة حسمي، بالجنوب، والحرّات البازلتية، في الجهة الشماليّة الشرقيّة، من البادية.. وهذه المنطقة تشكل 75 بالمائة من المساحة الإجمالية للأردن.
يوجد في الأردن أخفض نقطة في العالم الموجودة في البحر الميت التي تنخفض إلى 408 متر تحت مستوى سطح البحر، اما أعلى نقطة في الأردن هي تلك الموجودة في جبل أم الدامي البالغة 1854 متر (5689 قدم).
منخفض الأزرق – وادي سرحان يقع في شرق الأردن وتقسمه الحدود الأردنية-السعودية. يرتفع في الشمال 700 متراً عن سطح البحر بينما في الجنوب ينخفض إلى 500م عن سطح البحر. تتجمع في أوديته مياه الأمطار مما يجعله مكاناً مناسباً للرعي.

### المناخ

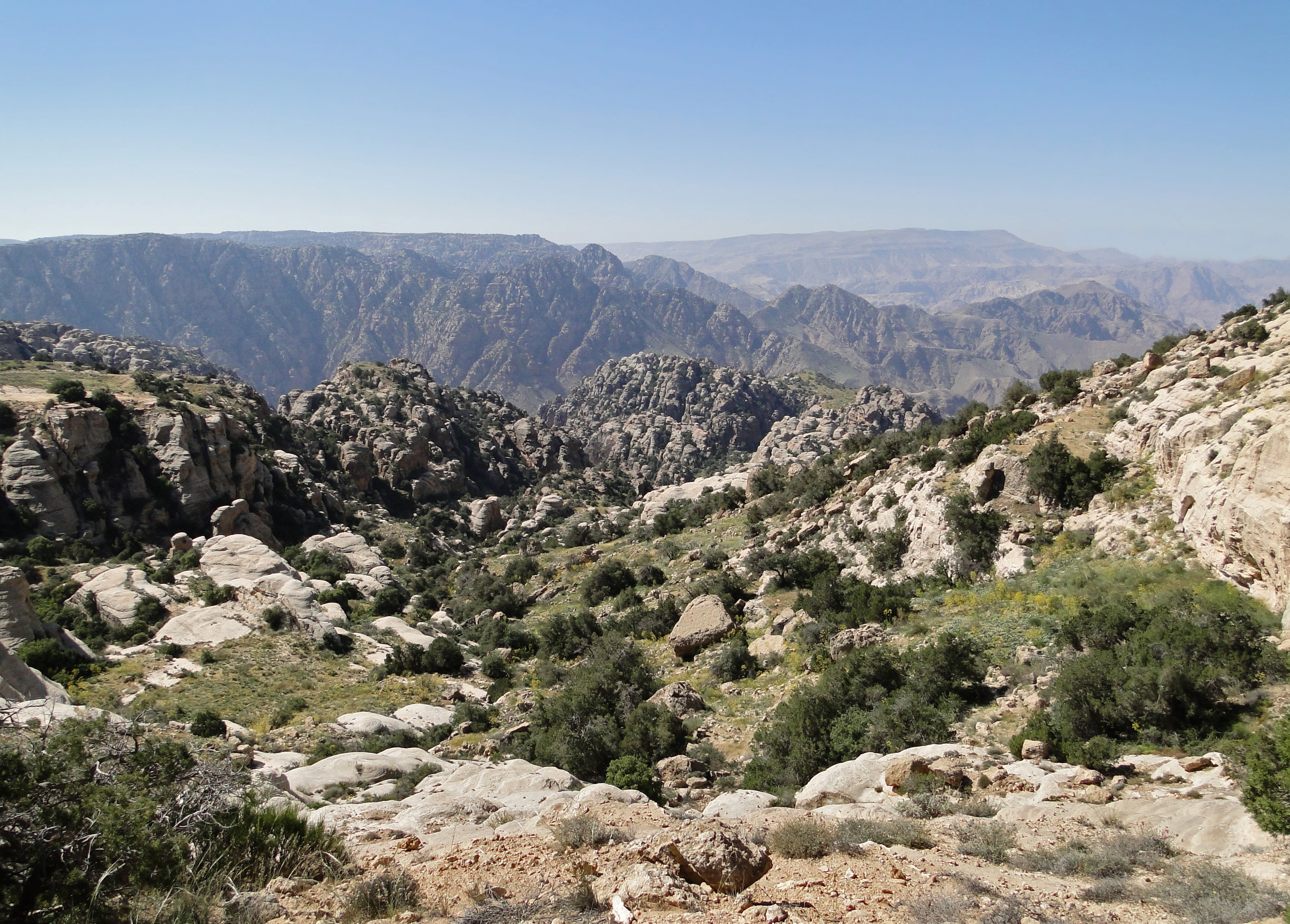
محمية ضانا الطبيعية

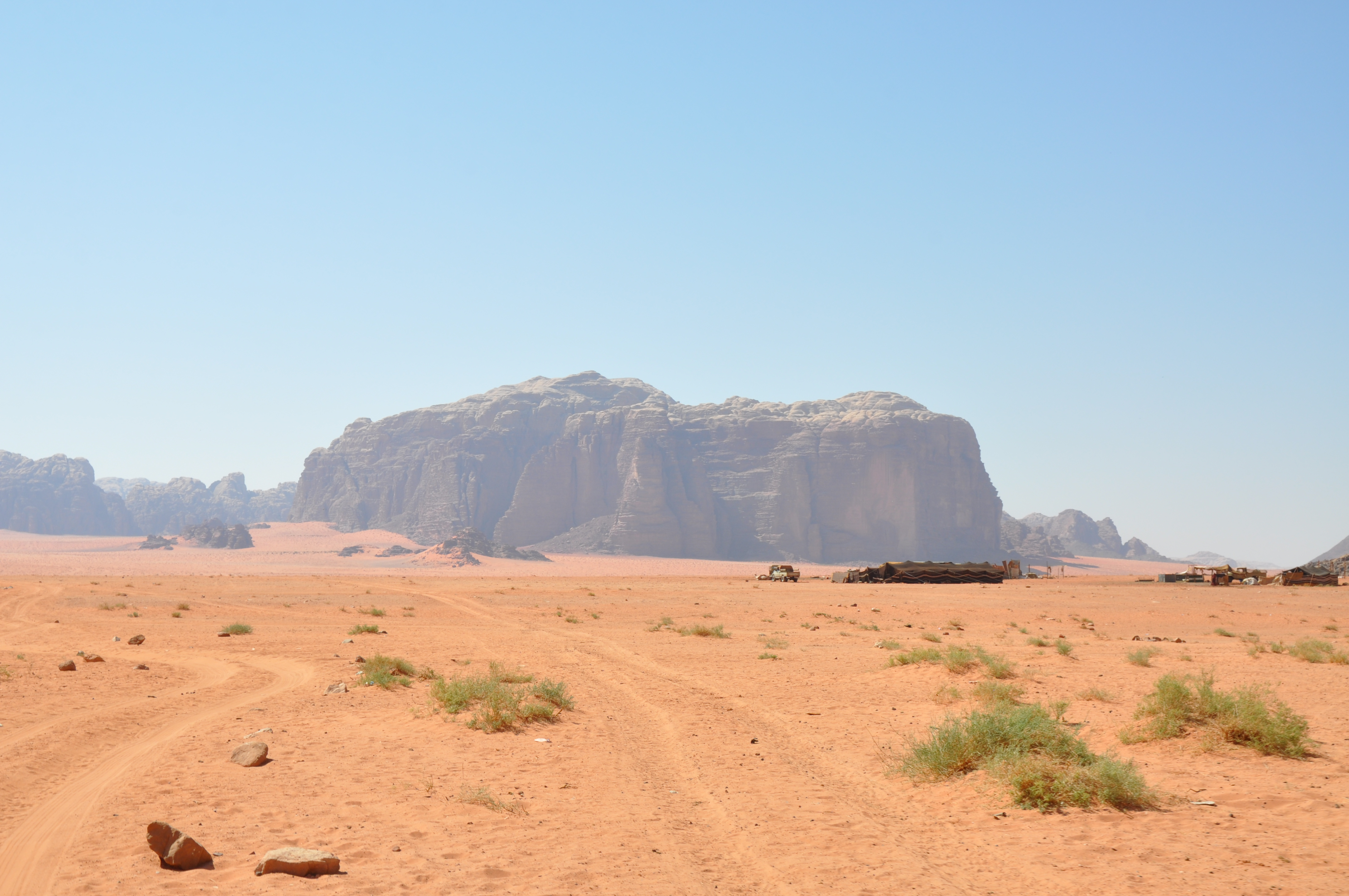
وادي رم جنوب البلاد

مناخ الأردن هو مزيج من مناخي حوض البحر الأبيض المتوسط والصحراء القاحلة، حيث يسود مناخ حوض المتوسط في المناطق الشمالية والغربية من البلاد، بينما يسود المناخ الصحراوي في غالبية البلاد. وبشكل عام، فإن الطقس حار وجاف في الصيف ولطيف ورطب في الشتاء.
هناك تنوع مناخي في الأردن حيث يسود المناخ المداري الجاف في وادي الأردن، مناخ الاستبس الدافئ الذي يسود في المرتفعات الجبلية، مناخ البحر المتوسط البارد الذي يسود في قمم الجبال العالية مثل عجلون، مناخ الاستبس على السفوح الشرقية، المناخ الصحراوي الجاف في البادية الشرقية.
تتراوح معدلات درجات الحرارة السنوية بين 12-15 درجة مئوية (54-77 فهرنهايت)، وتصل في حدها الأعلى صيفا إلى الأربعينات (105-115 ف) في المناطق الصحراوية.
ويتراوح معدل سقوط الأمطار من 50 ملم (1.97 إنش) سنويا في الصحراء إلى حوالي 580 ملم (22.8 إنش). في المرتفعات الشمالية تتساقط الثلوج على فترات قليلة على معظم المرتفعات الجبلية في شمال ووسط وجنوب المملكة وتكون غزيرة جدا ومتراكمة في بعض الأحيان.

### الأنهار والمسطحات المائية
نهر الأردن، نهر يفصل بين الأردن وفلسطين، يبلغ طوله 360 كم، ويصب النهر في البحر الميت. يعتقد المسيحيين ان يسوع تعمد فيه على يد يوحنا المعمدان.

- نهر الزرقاء، من روافد نهر الأردن ينبع من العاصمة الأردنية عمان متجها إلى الشرق عبر عين غزال، الرصيفة، فمدينة الزرقاء، حيث ينحني 180 درجة ويبدأ جريانه باتجاه وادي الأردن قاطعا جرش وعجلون والبلقاء صابا في بحيرة جرش.[8]
- نهر العرام ينبع من سفوح جبل الشيخ في سوريا من قرية عين نورية ويتجه إلى محافظة درعا ليمر بعدد من قرى المحافظة، ويتجه بعد ذلك إلى نهر اليرموك ليصب في البحر الميت في الأردن.
- واحة الأزرق، تقع على طريق الهجرة الرئيسية للطيور القادمة من روسيا والمتجهة نحو أفريقيا، فإن أسراب الطيور المهاجرة تتوقف للاستراحة في واحة الأزرق. تستطيع أن ترى أنواع من الطيور من أمثال الصقر العسل، وأبو شودة، وأنواع أخرى من الطيور المهاجرة كطائر النقاش المشاكس، والنكات، والطيطوي الصغيرة، والزقزاق الأسكندراني، والزقزاق المطوق الصغير. كما تكتسي الواحة وتلالها بحلل خضراء يزينها ما يقارب الفي نوع من الزهور البرية.[9]

## جيولوجيا

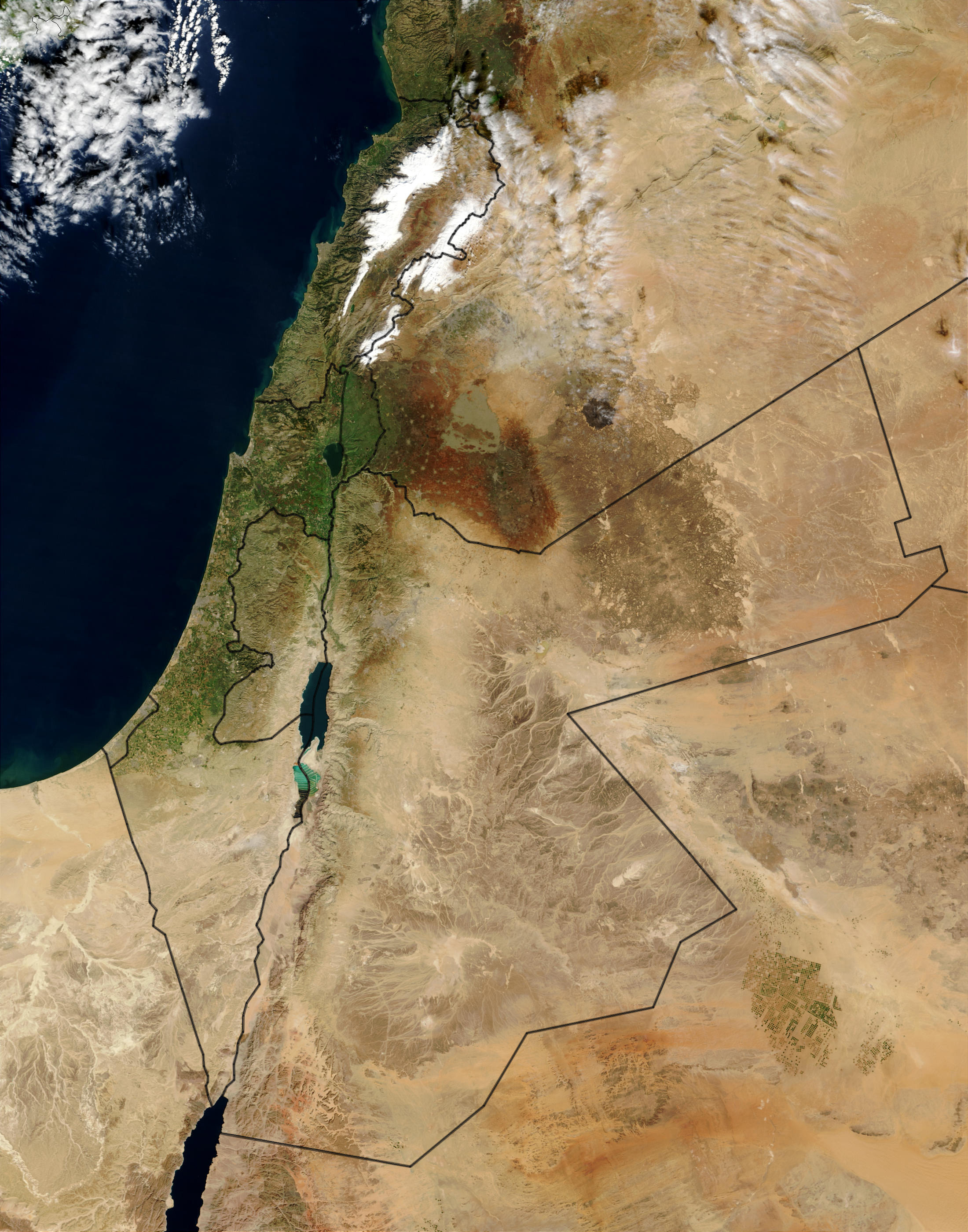
طوبوغرافيا الأردن

يتمتع الأردن بموقع وطبيعة جيولوجية تتكشف فيه سجلات صخرية لمعظم العصور الجيولوجية بدءاً من صخور الركيزة من دهر الحياة الخافية (800-550 مليون سنة) وتمثل الامتداد الشمالي لصخور الدرع العربي النوبي الذي يصل عمره إلى مليار ومائة مليون سنة تعلوها صخور دهر الحياة الظاهرة (حقبة الحياة القديمة، الوسطى والحديثة) والتي يمتد عمرها من 550 مليون سنة وحتى وقتنا الحاضر. يعتبر وادي رم والبحر الميت والمياه العلاجية المجاورة والأودية السحيقة المطلة على حفرة الانهدام ونهر اليرموك وقاع الضاحكية والأنفاق البركانية والصحراء الجنوبية الشرقية ومنطقة رأس النقب-بطن الغول وما تحويه من صدوع، وطيات، وأحافير نادرة وأهمها الأشجار المتحجرة، والأودية السحيقة المطلة على حفرة الانهدام، وكذلك الأشكال الجيوموفولوجية، والمياه المعدنية الحارة، وصولا إلى الرسوبيات الجليدية مثالا على التنوع الجيولوجي الفريد للأردن. كذلك اكتشف في الأردن أكبر نيزك في الشرق الأوسط في جبل وقف الصوان بالمنطقة الشرقية، وبقايا عظمة الرقبة لأكبر ديناصور طائر في العالم.

تعتبر ثروات الأردن المعدنية انعكاس لجيولوجيته الفريدة، فيوجد فيه معادن وصخور صناعية اقتصادية مثل النحاس والمنغنيز، والفوسفات، ورمل الزجاج، والفيلدسبار والتريبولي، والبورسالينيت، والمعادن الطينية، والدياتوميت والرخام، والترافرتين، وأحجار البناء والزينة، والطباشير، والملح، والبوتاس الصخري، وأملاح البحر الميّت، والصخر الزيتي ورمال القار والمعادن المشعة والثمينة والتف البركاني والبازلت والزيولايت، بالإضافة إلى اليورانيوم والثوريوم، والراديوم.

### طبيعة
تحتضن محمية ضانا أكثر من 800 نوع نباتي، ثلاثة من هذه الأنواع لا يمكن ايجادها في أي مكان في العالم سوى في محمية ضانا. سجل العلماء في الأردن نحو 78 نوعًا من الثدييات، تنتمي لسبع رتب و26 عائلة، وتضم هذه القائمة:
المفترسات (آكلات اللحوم) مثل الضبع المخطط، الذئب، ابن آوى بالإضافة إلى أنواع مختلفة من الثعالب والقطط البرية.العاشبات (اكلات النباتات) مثل البدن (الوعل)، المها العربي وأنواع مختلفة من الغزلان. القوارض والخفافيش وتعتبر الأكثر عددًا بين الثدييات حيث تشكل ثلثي مجموعها. يوجد في الأردن خمسة أنواع من البرمائيات و97 نوعاً من الزواحف. أكثر من نصف هذه الأنواع من السحالي ويقارب عددها 55 نوع بينما تم تسجيل 37 نوع من الافاعي سبع منها سامة. ورغم أن الزواحف في الأردن غير مهددة بشكل كبير، إلا أن هنالك 14 نوع منها تعتبر نادرة، ويعتقد أن هنالك 2 إلى 4 أنواع تعرضت فعلا للانقراض.
يعتبر الأردن من أهم ممرات الطيور المهاجرة، بسبب وقوعها على حافة حفرة الانهدام وتقطع الطيور آلاف الكيلو مترات سنويا في مواسم الهجرةً مرورا بالأردن ويبلغ عدد أنواع الطيور المسجلة في الأردن نحو 425 نوعاً، تتوزع على 58 عائلة (حسب دراسة ايان أندروز 1995)، أكثر من 300 منها مهاجرة، 95 محلية. وتزور 111 نوعا من هذه الطيور المسجلة المملكة في الشتاء، في حين تزور 63 نوعا منها المملكة في الصيف، وتمر 202 نوعا على المملكة أثناء هجرتها، و83 نوعا ضالة الطريق. يتكاثر في الأردن عدد من الطيور المهددة عالمياً مثل العويسق والنعار السوري، كما أن هنالك العديد من الأنواع المهددة التي تم تسجيلها في الأردن خلال مواسم الهجرة وفصل الشتاء، وتشمل ملك العقبان، والعقاب الأرقط الصغير، وطائر القطقاط الاجتماعي. علما أن القائمة تضم 15 نوعا مهددا و21 على لائحة (CITES)الاتفاقية الدولية للإتجار بالأنواع المهددة.
الأردن غني بتنوعه النباتي إذ سجل العلماء مايزيد عن 2500 من النباتات الوعائية والتي تنتمي بدورها إلى 152 عائلة وتشكل ما مجمله 1% من النباتات المسجلة في العالم. يوجد في الأردن ما يقارب 100 نوع من النباتات المستوطنة أي ما نسبته 2.5% من مجموع النباتات المسجلة عالميا وهي نسبة عالية مقارنة بالمعايير العالمية. كما يوجد 349نوعا نادرا، منها 76نوعا مهددا بالانقراض و 18 نوعا مدرجة على القوائم العالمية للأنواع المهددة بالانقراض حسب الاتحاد الدولي لصون الطبيعة.

هناك عدة مئات من أنواع الأسماك جعلت بيوتها بين الشعاب المرجانية، وتعيش من خلال التغذي على بعض أنواع الطحالب التي تنمو على الشعاب المرجانية.

خليج العقبة هو موطن لبعض من خيرة الحياة البحرية في الشرق الأوسط، بينما الشعب المرجانية لا مثيل لها في العالم. يحتوي خليج العقبة مجموعة كبيرة من الحياة البحرية، مثلا قنديل البحر، خيل البحر، خيار البحر، سرطان البحر، الروبيان، قنافذ البحر، والعديد من أنواع الأسماك والديدان التي تحفر بيوتها في قاع البحر الرملي. ويمكن الاطلاع على مجموعة متنوعة من الأعشاب البحرية في المياه الضحلة. ولعل من أهم عناصر الجذب للغواصين في خليج العقبة هو الشعاب المرجانية الملونة، خصوصا تلك الموجودة في الجزء الجنوبي من الساحل الأردني، وهناك نحو 100 نوعا من المرجان الحجري. يوجد بصورة رئيسية في المياه الضحلة الطحالب التي تتطلب الضوء لعملية البناء الضوئي، هناك عدة مئات من أنواع الأسماك جعلت بيوتها بين الشعاب، وتعيش من خلال التغذي على بعض الطحالب التي تنمو على الشعاب المرجانية.

## مساحة وحدود
المساحة;

المجموع: 89.213 كيلو متر² (34.445 ميل²)

 مساحة اليابسة: 88.884 كم² (34.318 ميل²)

 مساحة المناطق المائية: 329 كم (127 ميل²)
الحدود البرية :
المجموع : 1619 كم
حدود مع : العراق 181 كم، فلسطين المحتلة 238 كم، السعودية 728 كم، سوريا 375 كم، 97 كم مع الضفة الغربية.
الساحل : 26 كم

 المياه الإقليمية: ثلاثة أميال بحرية.
التضاريس : 

 أخفض نقطة: البحر الميت -408 متر تحت مستوى سطح البحر.

 أعلى نقطة: جبل أم الدامي - 1854 متر فوق مستوى سطح البحر.

 ثاني أعلى نقطة: جبل رام - 1,754 متر فوق مستوى سطح البحر.

## الموارد وتوزيع الأرض

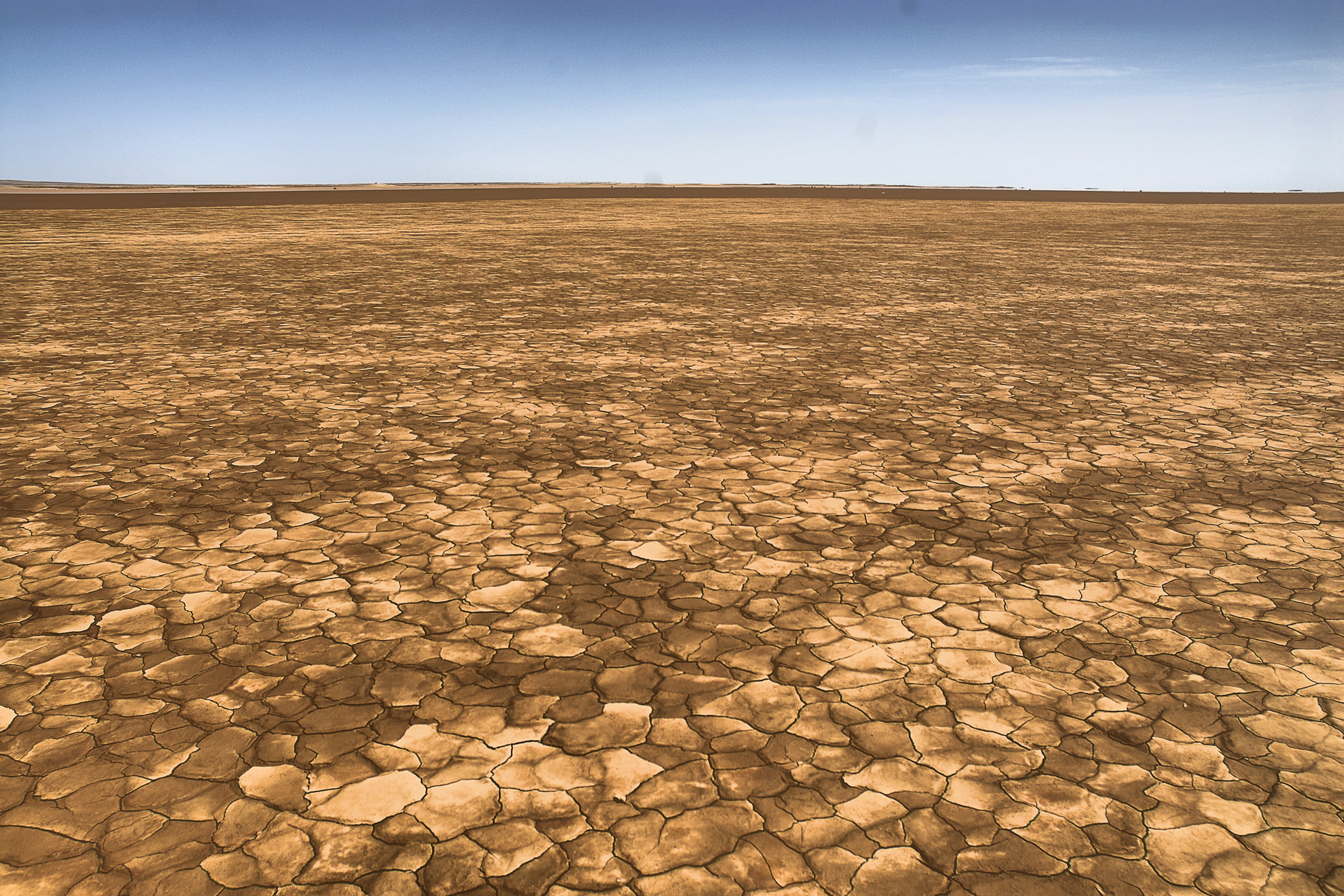
مناطق جافة في الأردن (قاع الرويشد)

الموارد الطبيعية: الفوسفات والبوتاس والصخر الزيتي

 توزيع الأرض:

 الأراضي الصالحة للزراعة: 4 ٪

 المحاصيل الدائمة: 1 ٪

 المراعي الدائمة: 9 ٪

 الغابات والأحراج: 1 ٪

 أخرى : 85 ٪ (تقديرات 1993)

الأراضي المروية: 630 كلم² (طبقا لتقديرات 1993)

## المخاوف البيئية
الأخطار الطبيعية: زلازل ثانوية بين الحين والاخر في المناطق القريبة من اخدود وادي الأردن.

الأخطار البيئة—القضايا الراهنة: محدودية الموارد الطبيعية للمياه العذبة؛ إزالة الغابات؛ الرعي الجائر وتعرية التربة والتصحر.